# アフラースィヤーブ
アフラースィヤーブ（ラテン文字:Afrasiyab, Afrasiab、ペルシア語: افراسياب afrāsiyāb、アフラースィヤーブもしくはアフラーシヤーブ、トルコ語: Efrasiyab、アヴェスター語: Fraŋrasyan、パフラヴィー語: Frāsiyāv, Frāsiyāk, Freangrāsyāk, アッ＝フラースィヤーヴ）はイラン神話に登場するトゥーラーンの英雄の名前である。アフラシアブとも表記されることがある。

## 神話の王と英雄
ペルシア語詩人フェルドウスィーにより制作された『シャー・ナーメ』 (王の書)には、アフラースィヤーブはトゥーラーンの英雄王であり、イランの大敵であったと記されている。イラン神話においては、アフラースィヤーブはトゥーラーンの王の中でも群を抜いて有名な王と考えられている。彼は恐るべき戦士かつ戦略巧みな将軍であり、イラン文明を破壊するため魔法のような力を用いるアンラ・マンユ (悪神)の使いであると記されている。
パフラヴィー語の資料においては、アフラースィヤーブはイラン神話の王フェレイドゥーンの息子トゥール (アヴェスター語: トゥーリヤー, Tūriya-、他にサルムやイーラジュという二人の息子がいた) の子孫であるとされている。ブンダヒシュンにおいては、アフラースィヤーブはトゥールの7番目の孫として登場する。アヴェスターによれば、彼の渾名は「mairya-」 (狡猾、極悪) であり、「悪人」と解釈しうる。彼はHanakanaと呼ばれる金属製の地下要塞に住んでいたとされる。
アヴェスターにおいては、アフラースィヤーブはハオマによりチーチャスト (Čīčhast、スィースターンのハームーン湖もしくは今日の中央アジアのどこかの湖と考えられている)の付近で殺害されたとされ、シャー・ナーメによれば彼はアゼルバイジャンの山上にあるハンゲ・アフラースィヤーブ (Hang-e Afrasiab) として知られる洞窟で死亡したとされている。逃亡中のアフラースィヤーブは彼の敵であったイラン神話の王ケイホスロー (彼の娘ファリーギースの息子) に惨敗を喫し、洞窟に逃げ込んで死亡したとされる。

## テュルク文学
トゥーラーンの部族とテュルク部族の識別は後世に行われることになるが、トゥーラーンという用語はもともと中央アジアにおける東イランにあたる地域の部族に対して適用されていたため、テュルク部族はイランの民と接触した後アフラースィヤーブの伝説をテュルク部族の英雄譚として取り上げるようになった。マフムード・カーシュガリーは自身が作成したアラビア語・テュルク語辞典「ディーワーン・ルガート・アッ＝トゥルク (Dīwān Lüḡāt al-Türk、テュルク諸語集成)」 (11世紀頃)において、アルプ・エル・トゥンガの死を嘆いた数々の詩を引用している。